# Маджаревичи
Маджаревичи (серб. Маџаревићи / Madžarevići) — село в общине Вишеград Республики Сербской Боснии и Герцеговины. В настоящее время село необитаемо.